# Galima Bukharbaeva
Galima Bukharbaeva (Taskent, 7 de julio de 1974) es una periodista uzbeka, conocida por sus reportajes sobre el autoritarismo de estado y por su relato presencial sobre la masacre de Andiyán.

## Carrera inicial
Bukharbaeva comenzó su carrera como periodista, trabajando para agencia de noticias francés Agence France-Presse (AFP) y la compañía británica Institute for War and Peace Reporting (IWPR), con sede en Londres. En estas agencias, Bukharbaeva cubrió temas como la represión de activistas islámicos, la tortura policial, y el patrocinio del estado en el hostigamiento y violencia contra periodistas y activistas por los derechos humanos.
Sus reportajes no fueron bien recibidos por el gobierno de Uzbekistán, por lo que pronto intentaron restringir su labor periodística. En 2002, el gobierno rechazó renovar su acreditación con el IWPR, y en 2003, su renovación de acreditación de la AFP fue también rechazada. Aun así, ella continuó trabajando para IWPR, llegando a convertirse en la directora de su sede en Uzbekistán. Según Bukharbaeva, la sede de la agencia estuvo bajo vigilancia por parte de un vehículo del gobierno sin matrícula, durante gran parte de 2004 y 2005.

## Masacre de Andiyán y consecuencias
En mayo de 2005, la ciudad de Andiyán presenció varias semanas de protestas, debido al controvertido juicio de 23 empresarios acusados de extremismo islámico. Tras varias semanas de manifestaciones pacíficas, un grupo de hombres armados y enmascarados atacaron la cárcel en donde estaban recluidos los acusados, durante la noche del 12 de mayo, liberando a los prisioneros, del mismo modo que a los manifestantes que habían sido detenidos el día anterior. El 13 de mayo, decenas de miles de manifestantes bloquearon las carreteras, tomando el control del centro de la ciudad. Un pequeño porcentaje de los protestantes estaban armados. Bukharbaeva pasó el día reportando el incidente en vivo desde la Plaza Bobur para CNN, BBC News, y otras agencias internacionales.

Cuando a nivel local eran las 18:00 horas de la tarde, las fuerzas de seguridad se agruparon para un asalto, y los soldados comenzaron a abrir fuego en contra de los manifestantes, desde transportes blindados personales. Posteriormente Bukharbaeva describió la masacre en una historia para el Comité para la Protección de los Periodistas: 
Sin previo aviso, los soldados abrieron fuego contra la multitud. Los cuerpos caían como heno segado, fila tras fila. La gente que estaba en el centro de la plaza corría por todas direcciones, pero el ejército había bloqueado las calles laterales. Un helicóptero sobrevoló el lugar, señalando a las tropas a los que intentaban huir del lugar. Yo no sé como escapé. Solo corrí. "Piensan que solo somos basura", gritaba una mujer.
Cuándo Bukharbaeva logró estar segura, descubrió que un bala había atravesado su mochila, dejando un agujero en su tarjeta de prensa y en su cuaderno con una imagen del Che Guevara.
Posteriormente, Bukharbaeva realizó entrevistas con otros testigos presenciales, quienes confirmaron que los soldados ejecutaron a los civiles heridos que no lograron huir de la Plaza. Los cadáveres de mujeres y niños habían sido removidos de la vista pública, y ocultados por las autoridades. A la mañana siguiente, intentó regresar a la plaza con el corresponsal de Reuters Shamil Baygin. Sin embargo, fueron interceptados por hombres armados quienes los llevaron a la estación de la policía local. Después de dos horas, Bukharbaeva y Baygin fueron liberados bajo la orden de abandonar la ciudad.
El 25 de mayo, doce días después de la masacre, el diario del gobierno Pravda Vostoka, acusó a Bukharbaeva y al IWPR de incitar la violencia en Andiyán. El artículo recomendó que sus imágenes se mostraran en lla televisión ''para advertir a los ciudadanos en su contra''. Amnistía Internacional posteriormente emitió una apelación en nombre de Bukharbaeva, Baygin, y numerosos otros periodistas. En septiembre, el gobierno acusó formalmente a Bukharbaeva y otros periodistas quién habían informado sobre la masacre por proporcionar ''apoyo informativo al terrorismo''.

## Exilio
Luego del juicio, Bukharbaeva pasó un cierto período en Kirguistán, primero en un campamento de refugiados y más tarde en Biskek, la capital del país, en donde fue recibida como una heroína por parte de la comunidad opositora. Sin embargo, pronto se trasladó hacia los Estados Unidos, por temor a que las fuerzas de seguridad uzbekas pudieran intentar secuestrarla, y devolverla a Uzbekistán para someterla a un juicio mediático. Posteriormente recibió un Premio Fulbright para realizar su maestría en periodismo en la Escuela de Periodismo de la Universidad de Columbia. Mientras permanecía en el país, también testificó ante la Comisión de Helsinki del Congreso de los Estados Unidos, para relatar sus experiencias sobre el día de la masacre. En 2008, tres años después de Andiyán, escribió un editorial en el New York Times, en donde acusó a las naciones de Occidente de haber olvidado la masacre, quienes comenzaron a normalizar sus relaciones diplomáticas con Uzbekistán.
Bukharbaeva trabajó como editora en jefe para el sitio web de noticias uzbeka uznews.net. El sitio web estuvo bloqueado en Uzbekistán por las autoridades del gobierno de ese país durante varios años. En 2014, el correo electrónico personal de Bukharbaeva fue hackeado y se revelaron los nombres de sus colaboradores en Uzbekistán. Este incidente la obligó a cerrar el sitio web. En 2016, inició un nuevo servicio de noticias regionales llamado Centre1.com.
En 2007, Bukharbaeva ejerció como fundadora y presidenta del Gremio Real de Periodistas de Uzbekistán.

## Reconocimiento
En 2005, Bukharbaeva ganó el Premio Internacional a la Libertad de Prensa, por parte del Comité para la Protección de Periodistas. La citación del premio reconoció los peligros que tuvo que afrontar en su reportaje, y declaró que se había ganado ''una reputación como como una de las periodistas más honestas de Asia Central''. En 2011, Newsweek la reconoció como "una de las diez periodistas mujeres que arriesgaron sus vidas'' en busca de una historia, afirmando que ''sus informes sobre el autoritarismo en Uzbekistán la llevaron a ser denunciada como una traidora''.

## Vida privada
Bukharbaeva está casada con el periodista alemán Marcus Bensmann, quién trabaja para el periódico suizo Neue Zürcher Zeitung. Bensmann, quién en aquel entonces era el novio de Bukharbaeva, también estuvo presente en la masacre de Andiyán, y también fue calificado como terrorista por parte del gobierno uzbeko. Actualmente residen en Düsseldorf, Alemania.